# Landkreis Cuxhaven
Landkreis Cuxhaven är ett distrikt (Landkreis) i det tyska förbundslandet Niedersachsen.

## Administrativ indelning
I förvaltningsrättslig mening finns i modern tid ingen skillnad mellan begreppet Stadt (stad) gentemot Gemeinde (kommun).

### Einheitsgemeinden
| - Beverstedt - Cuxhaven (stad) | - Geestland (stad) - Loxstedt | - Schiffdorf | - Wurster Nordseeküste |

### Samtgemeinde
| - Samtgemeinde Börde Lamstedt | - Samtgemeinde Hemmoor | - Samtgemeinde Land Hadeln |  |